# FC Spartak Trnava
FC Spartak Trnava je slovački nogometni klub iz grada Trnave. Trenutačno se natječe u slovačkoj Fortuna Ligi. Najveći rival im je bratislavski Slovan, a taj dvoboj poznat po imenu Tradicijski derbi je ujedno i najveći nogometni derbi u Slovačkoj. 

## Vanjske poveznice
- Službene stranice